# هارولد جنسن كريستوفر
هارولد جنسن كريستوفر (بالإنجليزية: Harold Jensen Christopher)‏ هو ضابط أمريكي، ولد في 1919، وتوفي في 1941.